# Matías Fernández Correa
Matías Nicolás Fernández Correa (Chile, 8 de febrero de 1996) es un futbolista profesional chileno que juega como volante de creación en Deportes Valdivia de la Segunda División Profesional de Chile.

## Trayectoria
San Alberto El Club que juega en padre hurtado fue uno de los primeros equipos de Matias Fernandez Correa es traspasado a es transferido desde el club amateur Atlético Bilbao de la comuna de Malloco, el cual forma parte de la Asociación  de Fútbol Independiente de Peñaflor, con destino hacía las divisiones menores del club profesional Cobreloa.
El año 2012 es integrante del plantel de Cobreloa que disputó la final del torneo de Clausura Futbol Joven sub-17 en contra del equipo de Colo-Colo, obteniendo el subcampeonato.
Debuta en el profesionalismo el día sábado 31 de mayo de 2014, en el encuentro disputado entre los clubes San Marcos de Arica y Cobreloa, en el Estadio Carlos Dittborn, válido por la quinta fecha del campeonato Copa Chile 2014-15, sustituyendo al jugador Fernando Cornejo Miranda en el minuto 67.
Convierte su primer gol como profesional el día 6 de junio de 2014, válido por el encuentro disputado entre Club de Deportes Antofagasta y Cobreloa, en el Estadio Regional Calvo y Bascuñán, por la sexta fecha del campeonato Copa Chile 2014-15 en el minuto 60. El resultado del encuentro fue de empate a 1 gol.
El 2018 parte a préstamo por un año a Colchagua

## Clubes
| Club              | País  | Año       |
| ----------------- | ----- | --------- |
| Cobreloa          | Chile | 2014-2018 |
| Colchagua         | Chile | 2018      |
| Cobreloa          | Chile | 2019-2021 |
| Deportes Valdivia | Chile | 2021-Act. |